# Asproinocybe brunneolilacina
Asproinocybe brunneolilacina är en svampart som beskrevs av Thoen 1977. Asproinocybe brunneolilacina ingår i släktet Asproinocybe och familjen Tricholomataceae.   Inga underarter finns listade i Catalogue of Life.